# 多米尼克·利瓦科維奇
多米尼克·利瓦科維奇（發音：[dôminik liʋǎːkoʋitɕ]；1995年1月9日—）是克羅埃西亞的一位職業足球運動員。他在場上的位置是守門員。利瓦科維奇現時效力於土超球會費倫巴治。他也代表克羅埃西亞國家足球隊參加國際賽事。

## 國家隊生涯
2022年11月，利瓦科維奇入選2022年國際足協世界盃大名單。12月5日，克羅埃西亞於2022年國際足協世界盃淘汰賽對上日本，於互射12碼階段撲出三球12碼，帶領球隊晉級8強。
12月9日，克羅埃西亞於2022年國際足協世界盃淘汰賽對上巴西，於互射12碼階段再度撲出一球12碼，帶領球隊晉級準決賽。利瓦科維奇也是2022年卡塔尔世界杯扑救最多的门将，利瓦科维奇以25次扑救排名第一。

## 個人生活
利瓦科維奇來自一個受過高等教育的家庭。他的父親茲德拉夫科·利瓦科維奇是一名建築工程師，曾任職海洋、交通和基礎設施部國務秘書。他的祖父和祖母分別是放射科醫生和英語老師。

## 榮譽

### 國家隊
克羅埃西亞
- 國際足協世界盃亞軍：2018年
- 國際足協世界盃季軍：2022年

### 個人
- 布拉尼米爾大公勳章：2018年

## 外部連結
- Soccerway資料庫：多米尼克·利瓦科維奇
- 多米尼克·利瓦科維奇克羅埃西亞足球總會網站（英語）
- Dominik Livaković at Sportnet.hr （克羅埃西亞文）